# Heterolinyphia
Heterolinyphia is een geslacht van spinnen uit de familie hangmatspinnen (Linyphiidae).

## Soorten
De volgende soorten zijn bij het geslacht ingedeeld:
- Heterolinyphia secunda Thaler, 1999
- Heterolinyphia tarakotensis Wunderlich, 1973